# Ipfw

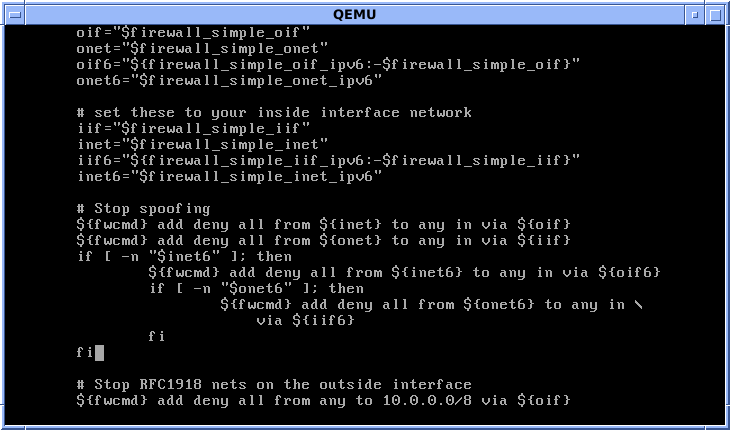

ipfw (IPfirewall) es un programa informático de cortafuegos (firewall) propio de los sistemas UNIX, principalmente FreeBSD y Mac OS X. 
Fue escrito y es mantenido por los programadores del proyecto FreeBSD. 
Su sintaxis permite la utilización de funcionalidades avanzadas y así proporcionarles a usuarios profesionales satisfacer requerimientos avanzados. 
También puede ser usado como un módulo que puede cargarse en el núcleo (kernel) o incorporarse directamente en el mismo. La utilización del mismo como un módulo cargable en el núcleo está altamente recomendado.[cita requerida]